# 마티아스 야코프 슐라이덴

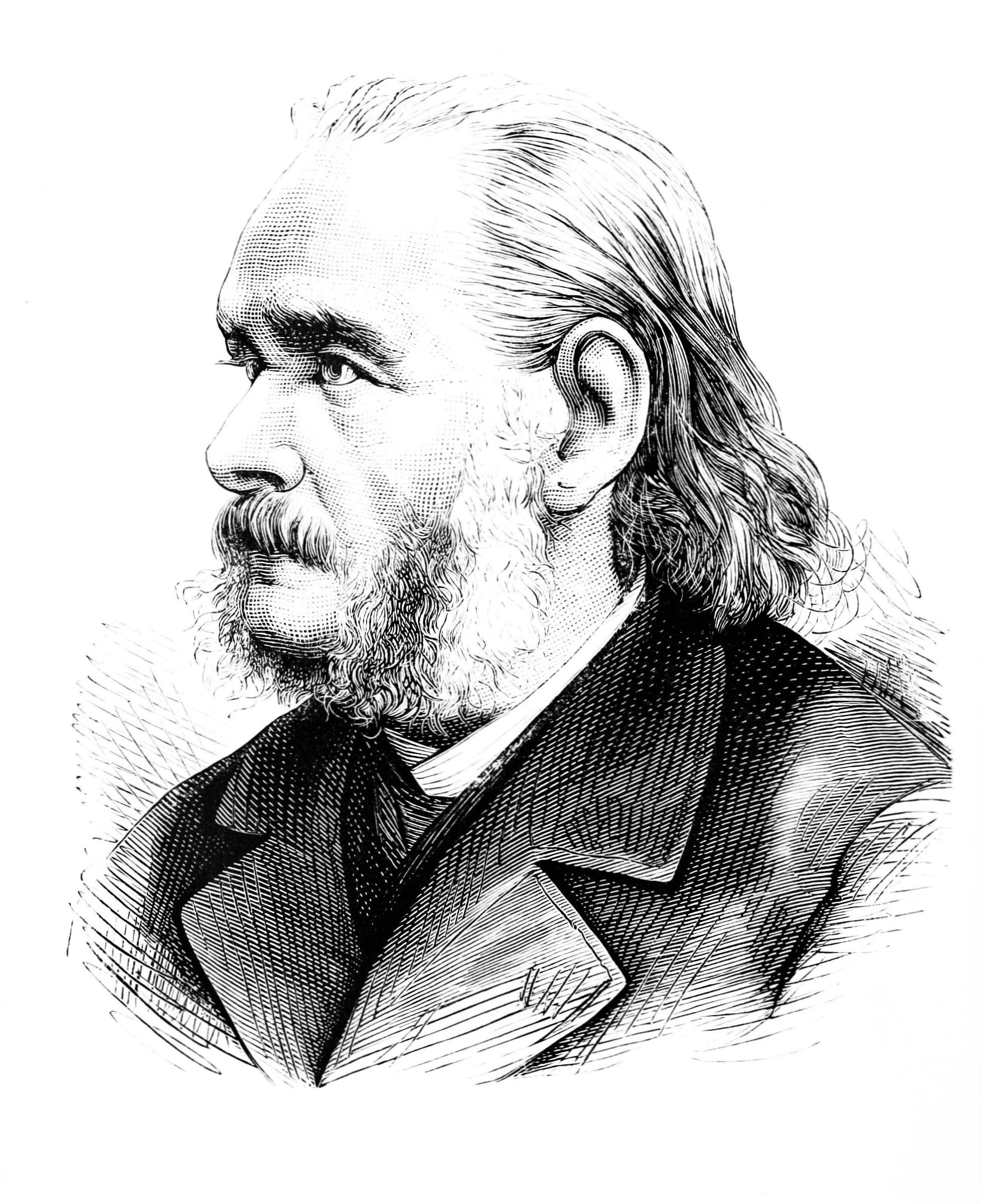

마티아스 야코프 슐라이덴 (Matthias Jakob Schleiden, 1804년 ~ 1881년) 은 독일의 식물학자이다. 하이델베르크 대학에서 법률학을, 괴팅겐·베를린·예나 대학 등에서 식물학과 의학을 연구하였다. 그는 세포가 생물의 중요한 단위라고 생각하였다. 그리하여, 영국의 식물학자인 브라운의 세포핵에 관한 학설을 발전시켜 슈반과 함께 세포설을 발표하였다. 저서에 《물과 그 생활》, 《과학적 식물 연구》가 있다.